# Casamicciola Terme
Casamicciola Terme es un municipio italiano localizado en la isla de Isquia, ciudad metropolitana de Nápoles, región de Campania. Cuenta con 8.362 habitantes en 5,85 km².
Limita con las localidades de Barano d'Ischia, Forio, Isquia, Lacco Ameno y Serrara Fontana.

## Galería

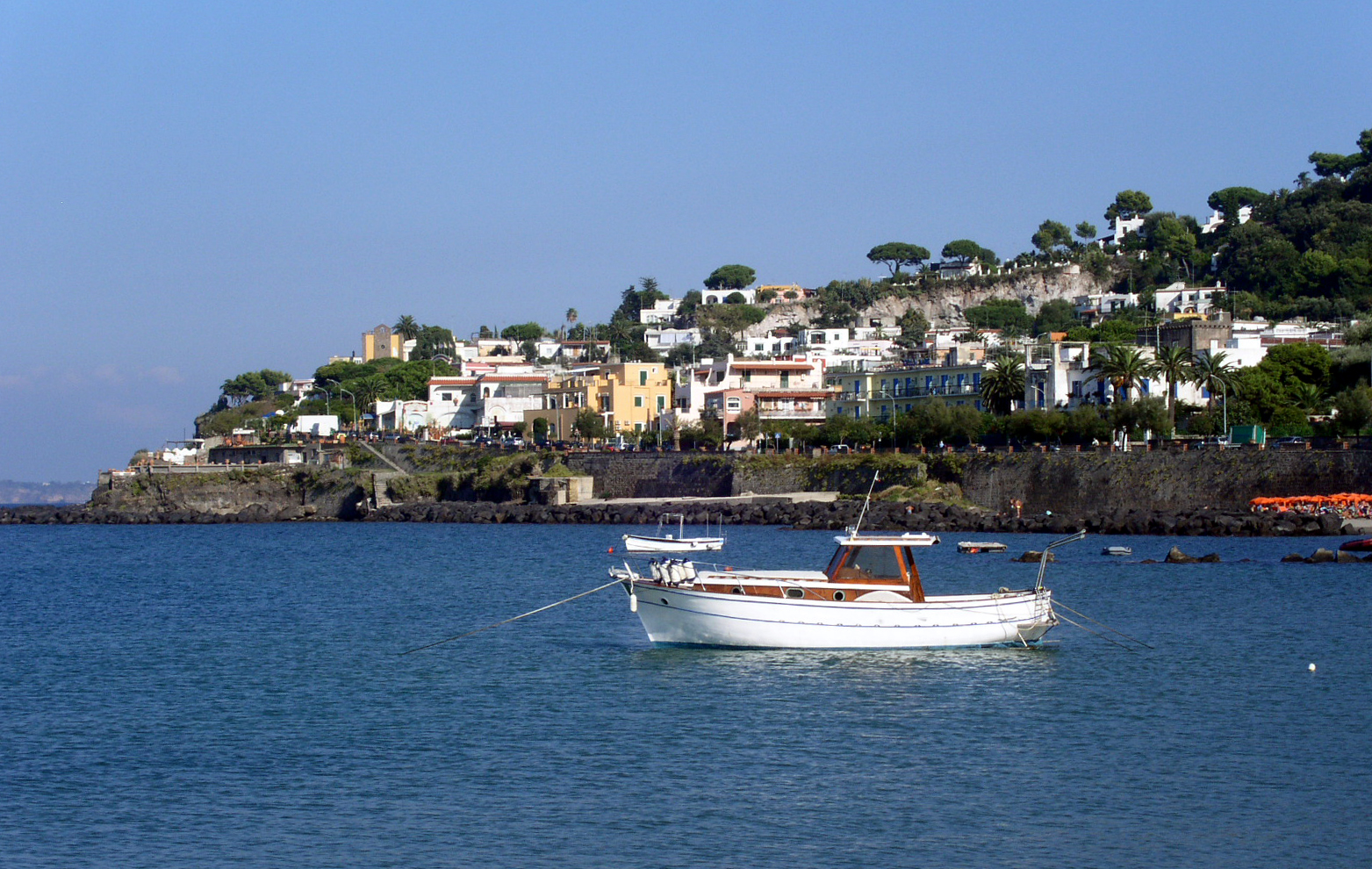
Casamicciola Terme.
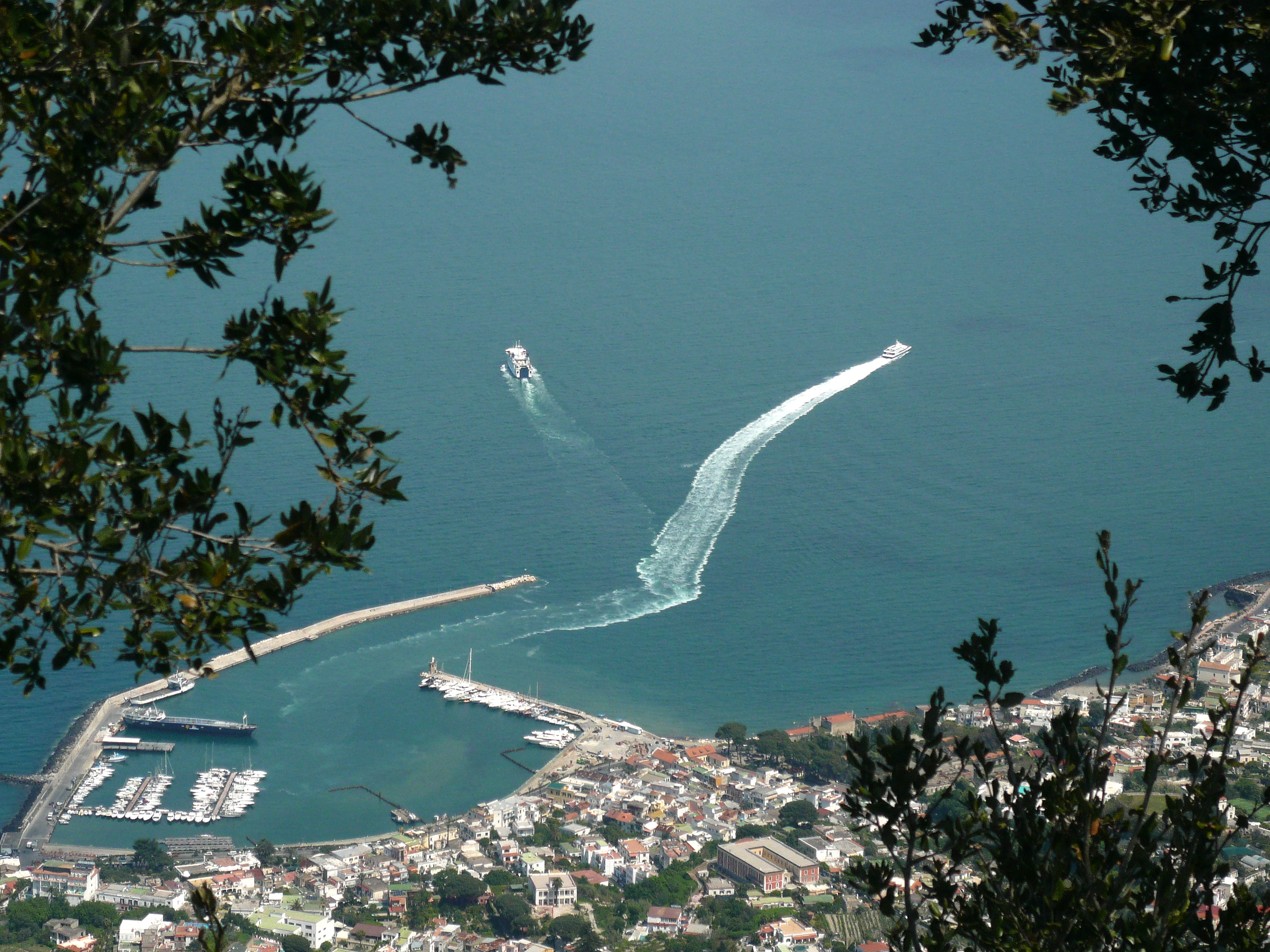
Vista desde el monte Epomeo.
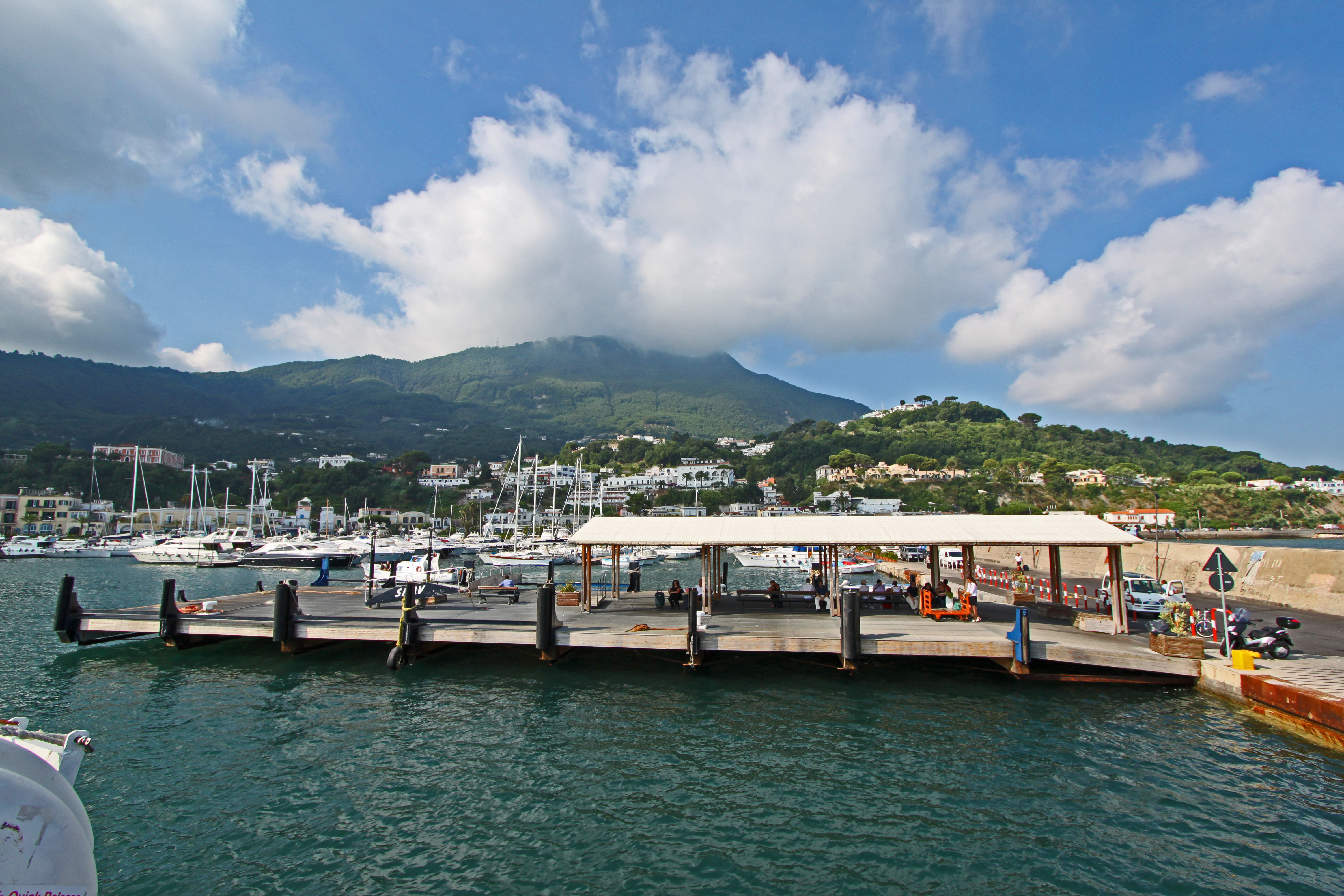
El puerto.
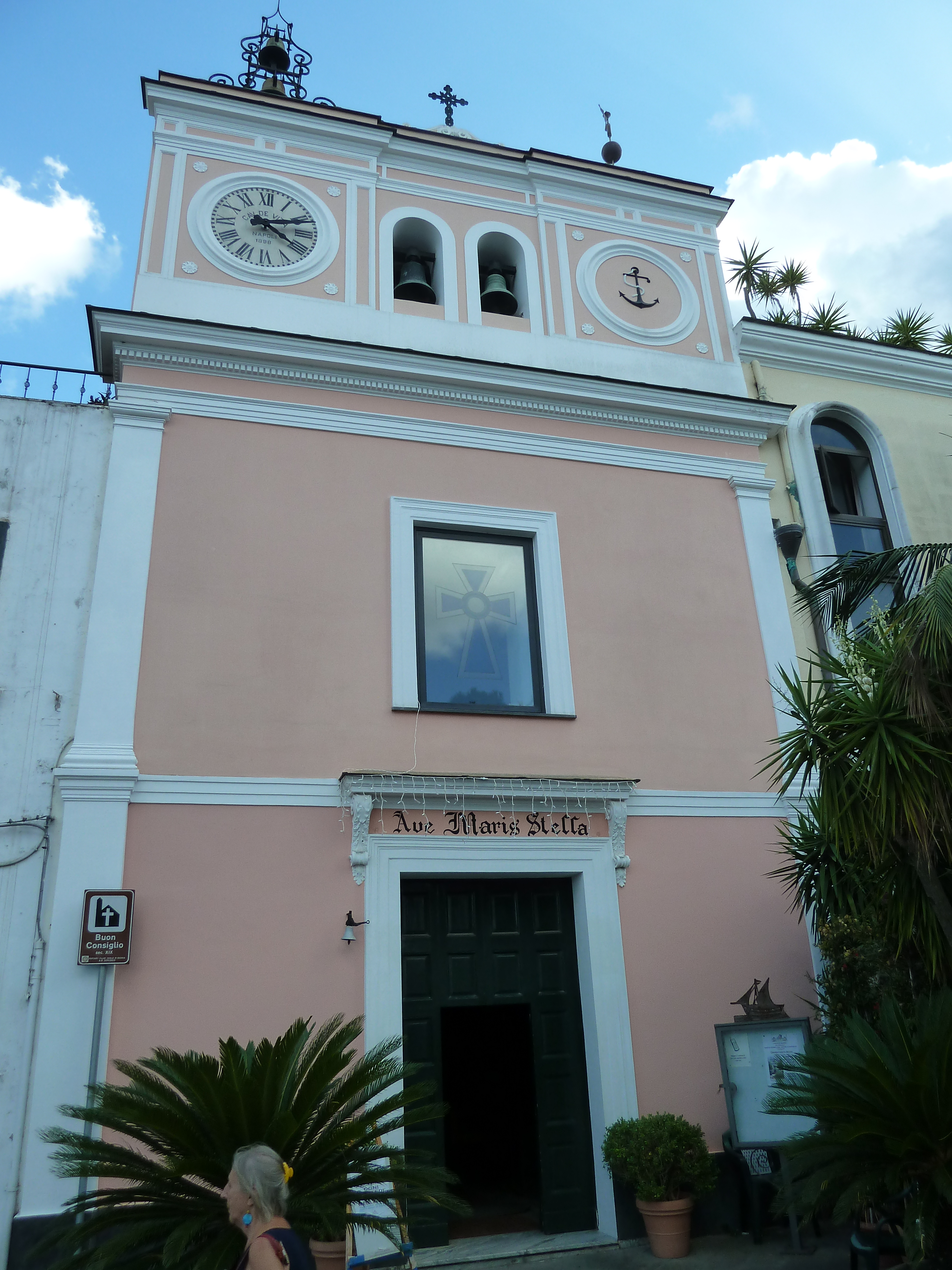
Iglesia del Buen Consejo.

## Demografía
| Gráfica de evolución demográfica de Casamicciola Terme entre 1861 y 2011 |
|                                                                          |
| Fuente ISTAT - elaboración gráfica de Wikipedia                          |